# 마르크에두아르 블라시크
마르크에두아르 블라시크(프랑스어: Marc-Édouard Vlasic, 1987년 3월 30일~)는 캐나다의 아이스하키 선수로 포지션은 수비수이다. 현재 내셔널 하키 리그(NHL)의 산호세 샤크스 소속으로 뛰고 있다. 2005년 NHL 드래프트에서 산호세 샤크스의 지명을 받았으며, 현재까지 뛰고 있다. 현재 NHL 통산 1185경기를 뛰었으며 역대 산호세 샤크스 수비수 중 가장 많은 경기에 출전한 선수이다.
캐나다 국가대표팀의 일원으로 활약하여 2014년 동계 올림픽에서 금메달을 획득하였고, 세계 선수권 대회에서 준우승 2회를 달성했다.